# Křížová cesta (Znojmo)
Křížová cesta ve Znojmě se nachází v severozápadní části města na ostrohu nad údolím Gránického potoka a vede na Hradiště ze dna údolí potoka až ke kostelu Svatého Antonína Paduánského.

## Historie
Křížová cesta je tvořena čtrnácti raně-barokními kamennými výklenkovými kaplemi se sedlovou stříškou, ve výklenku je obrázek s pašijovými výjevy. Cesta byla postavena ve druhé polovině 17. století za probošta Tomáše Sclessina (1653–1675).
Gránické údolí odděluje kopec Hradiště svatého Hippolyta od areálu středověkého města Znojma. Bývalo až do druhé poloviny 19. století ze strategických důvodů odlesněno. Na plošině nejvíce vysunuté k městu Znojmu nechal před rokem 1662 křižovnický probošt od svatého Hippolyta Tomáš ze Šlesinu postavit kostelík svatého Antonína Paduánského s kupolí. Slavnostní vysvěcení kostela celebroval pražský arcibiskup a kardinál Ernest Adalbert hrabě Harrach. Z kostelíka se stalo poutní místo, pěší stezka v příkrém skalnatém srázu z Gránického údolí ke kostelíku byla upravena do křížové cesty se čtrnácti zastaveními.
Roku 1992 byla křížová cesta obnovena a osazena moderními pašijovými výjevy.
Křížová cesta je chráněna jako nemovitá Kulturní památka České republiky.